# نووکائین (فیلم ۲۰۰۱)
نووکائین (به انگلیسی: Novocaine) یک فیلم کمدی سیاه و دلهره‌آور آمریکایی محصول سال ۲۰۰۱ به کارگردانی دیوید اتکینز با بازی استیو مارتین، هلنا بونهام کارتر، لورا درن، الیاس کوتیاس، اسکات کان، لین تیگپن، کوین بیکن و کیث دیوید است. این فیلم در منطقه شیکاگو فیلمبرداری شده است. فیلم برای اولین بار در جشنواره بین‌المللی فیلم تورنتو در سال ۲۰۰۱ به نمایش درآمد و در ۱۶ نوامبر ۲۰۰۱ در ایالات متحده به نمایش درآمد.

## داستان
دکتر فرانک سانگستر دندانپزشکی است که زندگی نسبتاً خوشایند، اما نسبتاً بی‌خطر، معمولی و بدون حادثه دارد. زندگی او زمانی که یک بیمار جدید زیبا و فریبنده به نام سوزان آیوی به سراغش می‌آید، مسیر جالبی پیدا می‌کند.

## بازخوردها
در متاکریتیک به فیلم امتیاز ۴۵ از ۱۰۰ را داده است که نشان دهنده نقدهای «مختلط یا متوسط» بر اساس رای ۲۷ منتقد است.